# Michaela Niculescu
Michaela Anca Niculescu (poreclită Mica, n. 6 noiembrie 1981, București – d. 14 martie 2013, București) a fost o actriță și cântăreață română, doctor în engleză și istorie, doctor în filozofie și literatură, specialist IT, redactor și producător de carte, lector universitar. A jucat personaje în emisiunea Abracadabra timp de 10 ani.

## Carieră
În 1991, a intrat în echipa "Magicianului" la TVR 1 în emisiunea Abracadabra care din 1996 s-a mutat la PRO TV. În 2001 după terminarea proiectului, a renunțat la televiziune și s-a dedicat carierei. PRO TV a difuzat reluări ale emisiunii Abracadabra timp de un an.
1. 1990-1996 - Abracadabra - TVR 1
  1. Cenușăreasa (TV)
  2. Prinț și cerșetor (TV)
  3. Zâna cea buna (TV) (1993)
  4. Diverse
2. 1996-2001 - Super Abracadabra - PRO TV
  1. Dosarele Abra - 12 episoade,
  2. Desființați etajul 2 - 8 episoade,
  3. Răzbunarea lui Peter Pan- 5 episoade,
  4. Cui i-e frică de întuneric? -17 episoade,
  5. Poveștile lui Moș Ene - 4 episoade,
  6. Poveștile Magicianului- 4 episoade,
  7. "Abramacabra" (1999) în regia lui Ducu Darie,
  8. Familia Fulger,
  9. Singură la tata - 2 episoade,
  10. Vânătoarea de vrăjitoare" – 9 episoade,
  11. "Bebel cel urâțel" -10 episoade,
  12. "Visul unei nopți de toamnă" – Premiul Mediafest 1997.
  13. Alte colaborări pentru emisiunea Abracadabra
3. 1990-2001 - Muzica
  1. "Crede în tine" compozitor Virgil Popescu
  2. "Sunt domnișoară la vârsta mea" compozitor Virgil Popescu
  3. Alte colaborări muzicale pentru compozitorul Virgil Popescu

## Studii
În anul 2000 a absolvit Colegiul "Spiru Haret".
A obținut burse la universități în Anglia, Germania, Franța, Italia, Olanda. Vorbea fluent limbile: engleză, franceză, italiană, germană și olandeză.
În 2008 a absolvit cu bursă și cursurile Universității din Oxford unde a obținut doctoratul, la secția Engleză-Istorie. Până în 2009 a rămas cercetător la Oxford timp de un an, apoi s-a întors în România, unde și-a luat doctoratul în Literatură și Filosofie, la Universitatea București în anul 2010.
A urmat cursurile Masterului de Arte ale Universității din Paris, Val-de- Marne și pe cele ale Universității din Viena, secția Litere și Filosofie obținând masteratul. A fost traducător, redactor și producător în cadrul editurii Humanitas, lector universitar și specialist în IT la IBM România.

## Boala și decesul
Mica aflase ca suferă de ciroză hepatică în stadiu avansat în 2012. Dorind să-și protejeze familia și prietenii a ținut numai pentru ea acest lucru și a decis că e mai bine să sufere singură, în tăcere, ducând boala cu demnitate până la capăt.
La data de 13 ianuarie 2013, în toiul nopții, a fost transportată cu salvarea și internată la Spitalul Municipal. La data de 24 februarie 2013 a fost transferată la Spitalul Clinic Fundeni. De atunci, Niculescu nu a mai ieșit de la Terapie Intensivă, zbătându-se zilnic între viață și moarte.
S-a stins din viață la data de 14 martie 2013, la ora 15.30, la Spitalul Clinic Fundeni, unde se afla internată la Terapie Intensivă, fiind diagnosticată cu ciroză hepatică.
Michaela Niculescu, 31 de ani, a fost înmormântată în după-amiaza zilei de 17 martie 2013 la cimitirul parohial Andronache din București. Alături, pe ultimul drum, i-au fost părinții, colegii de la Abracadabra, prietenii și mulți care o știau de la televizor.